# Championnat du Koweït de football 1987-1988
Navigation
Saison précédente Saison suivante
La saison 1987-1988 du Championnat du Koweït de football est la vingt-septième édition du championnat de première division au Koweït. La Premier League regroupe les huit meilleurs clubs du pays au sein d'une poule unique où ils s'affrontent deux fois au cours de la saison, à domicile et à l'extérieur. À la fin de la compétition, le dernier du classement est relégué et remplacé par le champion de deuxième division.
C'est le club d'Al Arabi Koweït qui remporte le championnat en terminant en tête du classement final, avec un seul point d'avance sur Al Kuwait Kaifan et trois sur Al-Salmiya SC. C'est le 12e titre de champion du Koweït de l'histoire du club. Le double tenant du titre, Kazma Sporting Club, ne prend que la 4e place du classement.

## Les clubs participants
| - Al Arabi Koweït - Al-Salmiya SC - Kazma Sporting Club - Al Kuwait Kaifan | - Qadsia Sporting Club - Al Fehayheel - Al Yarmouk - Al Nasr Koweit - Promu de D2 |

## Compétition

### Classement
Le barème utilisé pour établir le classement est le suivant :
- Victoire : 3 points
- Match nul : 1 point
- Défaite : 0 point

| Rang | Équipe                 | Pts | J  | G | N | P  | Bp | Bc | Diff |
| ---- | ---------------------- | --- | -- | - | - | -- | -- | -- | ---- |
| 1    | Al Arabi Koweït        | 31  | 14 | 9 | 4 | 1  | 17 | 5  | +12  |
| 2    | Al Kuwait Kaifan       | 30  | 14 | 9 | 3 | 2  | 23 | 13 | +10  |
| 3    | Al-Salmiya SC          | 28  | 14 | 9 | 1 | 4  | 21 | 14 | +7   |
| 4    | Kazma Sporting Club T  | 27  | 14 | 8 | 3 | 3  | 22 | 9  | +13  |
| 5    | Al Fehayheel           | 13  | 14 | 4 | 1 | 9  | 16 | 20 | -4   |
| 6    | Al Nasr Koweit P       | 13  | 14 | 4 | 1 | 9  | 14 | 26 | -12  |
| 7    | Qadsia Sporting Club C | 11  | 14 | 3 | 2 | 9  | 22 | 33 | -11  |
| 8    | Al Yarmouk             | 6   | 14 | 1 | 3 | 10 | 11 | 26 | -15  |

|  | Qualification pour la Coupe des clubs champions du golfe Persique 1989  |
|  | Relégation directe en deuxième division                                 |
|  | T : Tenant du titre C : Vainqueur de la Coupe du Koweït P : Promu de D2 |

## Bilan de la saison
| Championnat du Koweït de football 1987-1988      |                             |
| Champion                                         | Al Arabi Koweït (12e titre) |
| Coupes et trophées                               |                             |
| Vainqueur de la Coupe du Koweït 1987-1988        | Qadsia Sporting Club        |
| Qualifications continentales                     |                             |
| Coupe des clubs champions du golfe Persique 1989 | Al Arabi Koweït             |
| Promotions et relégations                        |                             |
| Promus en Premier League                         | Al Jahra                    |
| Relégués en First Division                       | Al Yarmouk                  |